# سیارک ۵۶۶۴
سیارک ۵۶۶۴ (به انگلیسی: 5664 Eugster، نامگذاری:1981EX43) پنج هزار و ششصد و شصت و چهارمین سیارک کشف شده‌است که در ۶ مارس ۱۹۸۱ کشف شد.
قدر مطلق سیارک برابر ۱۸.۶ است.